# Anicione
L'anicione (in dialetto ferrarese e finalese: andsòn) è una bevanda spiritosa all'anice a base di semi di anice verde e semi di anice stellato infusi in alcol, prodotto tipico di Finale Emilia in provincia di Modena.
La Regione Emilia-Romagna ha incluso l'anicione/andsòn nell'elenco dei 
Prodotti agroalimentari tradizionali emiliani e romagnoli (PAT).

## Storia
L'origine dell'anicione non è nota, per quanto ne sia attestata la produzione nel 1814 da parte della distilleria Casoni di Finale Emilia. Peraltro, potrebbe essere una derivazione popolare dell'anisetta o del Sassolino, altro anice tipico di Sassuolo (sempre in provincia di Modena), dove nel 1804 alcuni speziali e droghieri svizzeri provenienti dal Cantone dei Grigioni ne iniziarono la produzione.

## Caratteristiche
L'anicione ha un sapore tipicamente anisato, la consistenza è viscosa e se diluito con acqua diventa bianco opaco (effetto ouzo).

## Consumo
L'anicione è una classica bevanda da fine pasto e può essere usato anche per aromatizzare il caffè.
Nella città di Finale Emilia si usa bere un bicchierino di anicione l'8 dicembre (durante la tradizionale festa della sfogliata), insieme ad una fetta della tradizionale millefoglie salata chiamata torta degli ebrei, detta anche sfogliata o tibùia.